# Spencer Treat Clark
Spencer Treat Clark est un acteur américain, né le 24 septembre 1987 à New York.
Il se fait connaître grâce à des rôles dans Double Jeu, Gladiator, Mystic River, Incassable et La Dernière Maison sur la gauche.

## Biographie

### Enfance et formations
Spencer naît le 24 septembre 1987 dans la banlieue de New York. Il a une sœur, Eliza Clark, future dramaturge et scénariste à succès.
Jeune, il fait ses études au lycée Taft, un pensionnat à Watertown, au Connecticut, avant de fréquenter l'université Columbia à New York, où il étudie les sciences politiques et l'économie. Malgré ses absences à plusieurs reprises en raison de sa carrière d'acteur, il y obtient son diplôme en 2010.

### Carrière
En 1995, à 8 ans, il commence sa carrière à la télévision, en apparaissant dans les téléfilms It Was Him or Us de Robert Iscove et Long Island Fever de Stephen Surjik, ainsi que la série télévisée Another World.
En 1999, il fait son premier pas, au grand écran, dans le rôle de Grant Faraday dans Arlington Road de Mark Pellington et dans Double Jeu (Double Jeopardy) de Bruce Beresford.
En 2000 il interprète Lucius dans le péplum Gladiator de Ridley Scott. Plus tard cette année, il joue le rôle du fils de Bruce Willis dans le fantastique Incassable (Unbreakable) de M. Night Shyamalan. Il reprendra ce rôle d'adulte dans Glass du même réalisateur, en 2019. 
En 2003, il apparaît dans le drame Mystic River de Clint Eastwood.
En 2005, il est choisi pour jouer un rôle Loverboy de Kevin Bacon.
En 2009, il est l'innocent Justin dans le thriller La Dernière Maison sur la gauche (The Last House on the Left) de Dennis Iliadis, nouvelle version du même titre signé Wes Craven (1972).
En 2015, il est Werner von Strucker dans la série Marvel : Les Agents du SHIELD, jusqu'en 2018.
En 2016, il est Adrien dans la série Animal Kingdom, adaptation du film australien éponyme de David Michôd, jusqu'en 2019.

## Filmographie

### Cinéma

#### Longs métrages
- 1999 : Arlington Road de Mark Pellington : Grant Faraday
- 1999 : Double Jeu (Double Jeopardy) de Bruce Beresford : Matty, 11 ans
- 2000 : Incassable (Unbreakable) de M. Night Shyamalan : Joseph Dunn
- 2000 : Gladiator de Ridley Scott : Lucius
- 2002 : Minority Report de Steven Spielberg : Sean Anderton
- 2003 : Mystic River de Clint Eastwood : Ray Harris, le silencieux
- 2005 : Loverboy de Kevin Bacon : Paul, 16 ans
- 2007 : Les Babysitters (The Babysitters) de David Ross
- 2007 : Superheroes d'Alan Brown : Nick Jones
- 2009 : La Dernière Maison sur la gauche (The Last House on the Left) de Dennis Iliadis : Justin
- 2010 : Camp Hell de George VanBuskirk : Timothy
- 2012 : Beaucoup de bruit pour rien (Much Ado About Nothing) de Joss Whedon : Borachio
- 2013 : Le Dernier Exorcisme 2 (The Last Exorcism, part II) d'Ed Gass-Donnelly : Chris
- 2013 : Deep Dark Canyon d'Abe Levy et Silver Tree : Nate Towne
- 2014 : Anarchy: Ride or Die (Cymbeline) de Michael Almereyda : Guiderius
- 2014 : Druid Peak de Marni Zelnick : Owen
- 2014 : The Town That Dreaded Sundown d'Alfonso Gomez-Rejon : Corey
- 2016 : Ice Scream de Roberto De Feo et Vito Palumbo : Mickey
- 2019 : Glass de M. Night Shyamalan : Joseph Dunn
- 2022 : Weird: The Al Yankovic Story de Eric Appel : Steve
- 2024 : Salem (Salem's Lot) de Gary Dauberman : Mike Ryerson

#### Courts métrages
- 2010 : Jolly Bankers d'Eric Ian Goldberg : Conrad
- 2015 : The Girlfriend Game d'Armen Antranikian : Eddie
- 2015 : The Unforgiven d'Armen Antranikian : Jason Piccioni
- 2018 : Imaginary Circumstances d'Emma Koenig : le beau gosse
- 2018 : Do No Harm d'Emma Koenig : le marin « Doc » Barron

### Télévision

#### Téléfilms
- 1995 : It Was Him or Us de Robert Iscove : Jesse Pomeroy
- 1995 : Long Island Fever de Stephen Surjik : Tom McCarty

#### Séries télévisées
- 1994-1999 : Another World : Steven Frame (19 épisodes)
- 1999 : New York 911 (Third Watch) : Kyle (saison 1, épisode 7 : Impulse)
- 2004 : New York, unité spéciale (Law and Order: Special Victims Unit) : Brian Coyle (saison 5, épisode 15 : La Voix du sang)
- 2009 : The Good Wife : Kenny Chatham (saison 1, épisode 3 : Home)
- 2011 : The Closer : L.A. enquêtes prioritaires The Closer : Jesse Dixon  (saison 7, épisode 2 : Repeat Offender)
- 2011 : New York, unité spéciale : Gregory Engels (saison 12, épisode 16 : Une vie pour une vie)
- 2015 : Mad Men : Kelly (saison 7, épisode 14 : Person to Person)
- 2015-2018 : Marvel : Les Agents du SHIELD : Werner von Strucker (8 épisodes)
- 2016-2019 : Animal Kingdom : Adrian (27 épisodes)
- 2017 : NCIS : Enquêtes spéciales (NCIS) : Ryan Smith (saison 14, épisode 13 : Keep Going)
- 2018 : Esprits criminels (Criminal Minds) : Jordan Halloran (saison 14, épisode 8 : Ashley)
- 2019 : Les Nouvelles Aventures de Sabrina (Chilling Adventures of Sabrina) : Jerathmiel (saison 2, épisode 6 : Chapter Seventeen: The Missionaries)
- 2025 : S.W.A.T. : Gary (saison 8, épisode 13)